# ソラノイロ

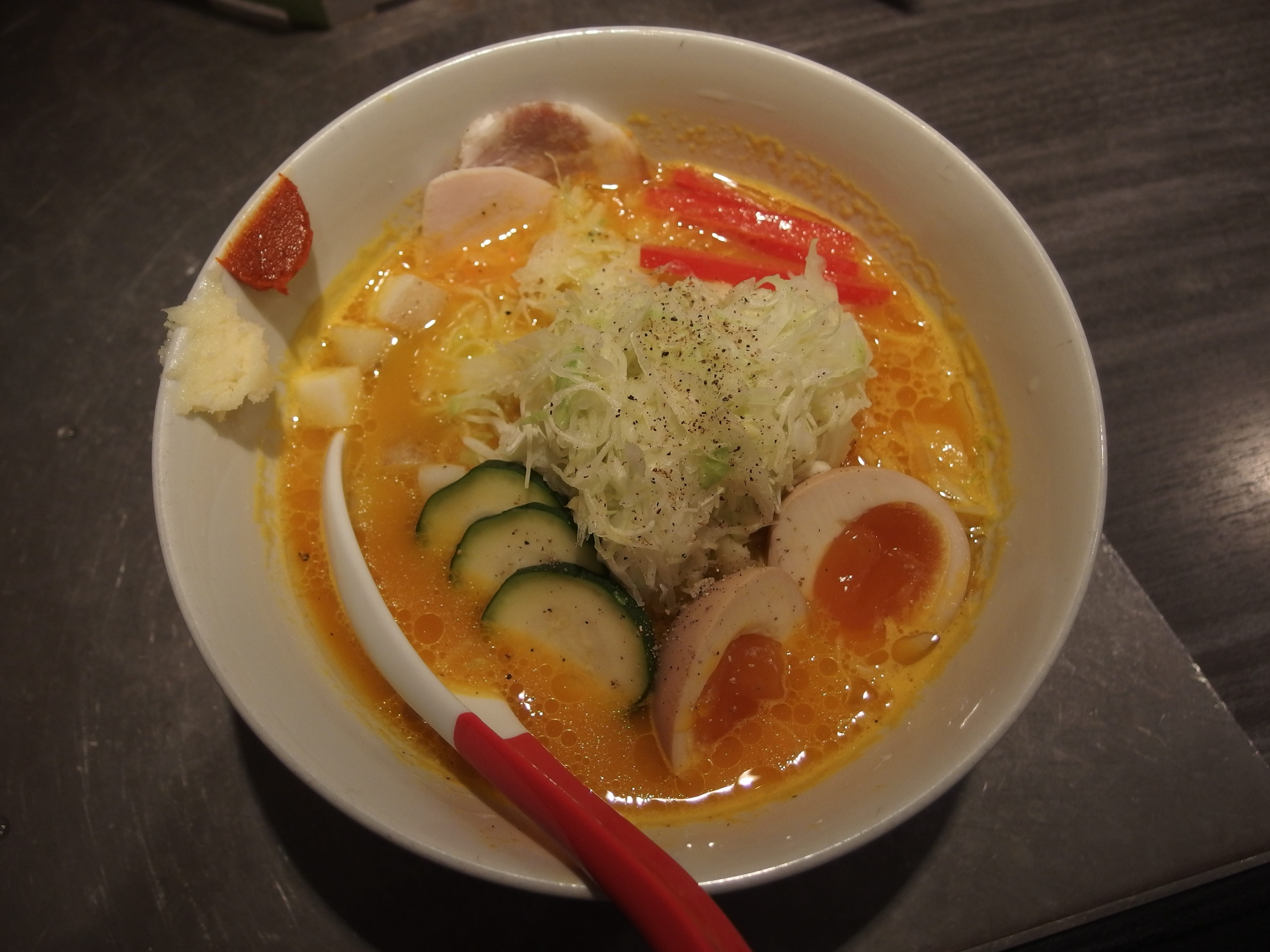
ベジソバ

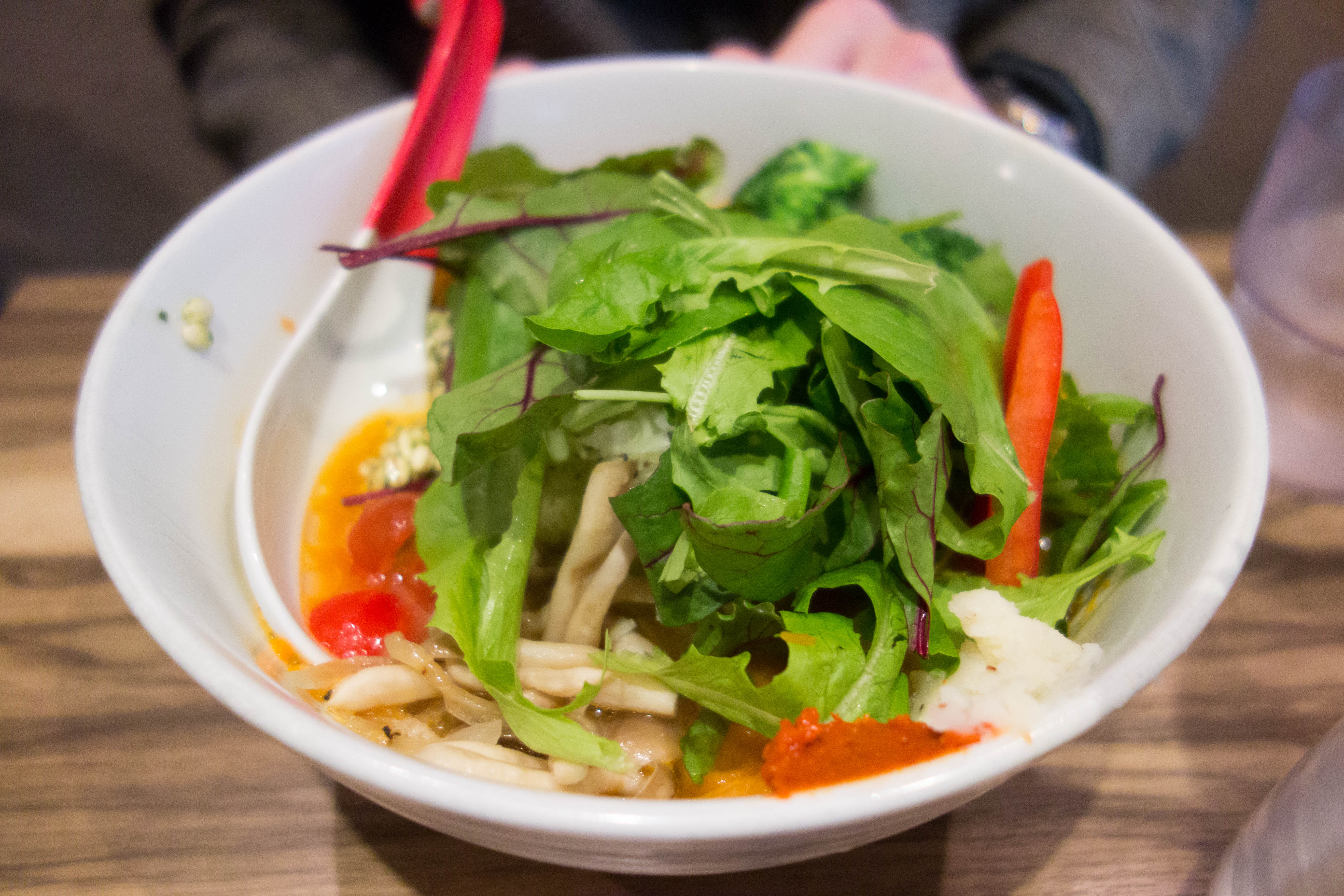
ビーガンベジソバ

ソラノイロ（英: Soranoiro Co., Ltd.）は、株式会社ソラノイロが運営する東京都千代田区平河町に本店を置くラーメン店である。2011年に創業し、都内に3店舗を構えている。

## 沿革
- 2011年（平成23年）6月14日、「一風堂」や「五行」でマネージャーを務めた宮崎千尋が創業[1]。
- 2011年
  - 6月、日本テレビPON!の番組内企画「PON!PON!ランキング ラーメン評論家石山勇人おすすめ冷やし麺」で「グリーンベジ冷麺（1000円）」が1位選出。
  - 12月、超らーナビ大賞2011年度 新人大賞1位獲得[2]。
- 2012年
  - 4月、ラーメンWalkerグランプリ2012「新店東京23区部門」2位、全国総合3位を獲得[3]。
- 2013年
  - 2月、テレビ朝日お願い!ランキングの番組企画「ラーメン官僚が選ぶ 最も旬な人気行列店BEST3」に選出[4]。
  - 4月、宮崎千尋初のプロデュース店「Stripe Noodles」が、沖縄県北谷町にオープン[5]。主要な商品は米軍人向けに作ったラーメンにステーキがのったステーキラーメン、麺、スープ、具に全て野菜を使ったトマトベジソバ、季節の限定麺の3種類。
  - 4月、ラーメンWalkerグランプリ2013「東京23区」1位獲得[6]、ラーメン評論家が選んだラーメン大賞「TRY大賞」総合3位獲得[7]。
  - 12月、2号店オープン。
- 2014年
  - 1月、フランス、パリのマセオ会場で開催された「パリラーメンウェーク」に参加、「ベジソバ」600食を提供。一風堂、とら食堂など日本を代表する5軒の人気ラーメン屋に並び出店。「ソラノイロ」が第1日目を担当、美食の街として知られるパリにおいて初日から行列が出来るほど大盛況であった[8]。
  - 10月、シンガポールにて、日本で冷凍ラーメン宅配業を行うグルメイノベーションが経営する宅麺シンガポールのオープンに際し、コンサルティング業務（主にオペレーションのアドバイス）を行った[9]。
  - 11月、大手食品メーカーの明星食品より『明星 ソラノイロ 中華そば』（ソラノイロ店主、宮﨑千尋監修のもと、ソラノイロ中華そばをカップめんにアレンジした丼型ノンフライカップめん）が全国発売[10] される。
  - 12月、ミシュランガイド2015東京、ビブグルマンにラーメン店として初の掲載[11][12]。
- 2015年
  - 1月、大阪府大阪市中央区道頓堀でラーメン文化を国内外に発信するコンセプトに開催された「道頓堀らーめんフェスタ2015」に出店[13]。
  - 3月、日本の航空会社の日本航空及び、そのグループ会社の機内誌SKYWARDに日本の文化ラーメンとして掲載[14] される。
  - 3月、第7回『沖縄国際映画祭（島ぜんぶでおーきな祭）』メインの宜野湾ビーチ会場（沖縄コンベンションセンター）において、お笑いコンビ・しずるの村上純とソラノイロのコラボメニュー『しずるスペシャル』[15] を展開。
  - 6月、4周年記念式典をZepp TOKYO（2階・TOKYO CULTURE CULTURE）にて、お笑いコンビ・しずるの村上純をゲストに迎え開催。
  - 6月、3号店「ソラノイロ NIPPON」を、東京駅一番街にオープン。
  - 7月、フジテレビ系ドラマ『ラーメン大好き小泉さん』の最終回に”現代のラーメン業界最強の男”として店主・宮崎千尋が出演。
  - 8月、日本ラーメン協会プレゼンツ「8/26水はラーメンの日」（東京ビッグサイト）において店主・宮崎千尋が講師として「ベジ・ビーガンラーメンにおけるインバウンドマーケティング戦略とは」と題した講演を開催。
  - 10月、テレビ東京のヒューマンドキュメンタリー番組『クロスロード』において店主・宮崎千尋が特集【宮崎千尋／ラーメン職人】として密着[16] 取材される。
  - 11月、店主・宮崎千尋プロデュース「Stripe noodles」がラーメンWalkerグランプリ2015の沖縄部門で1位[17] を獲得。
- 2016年
  - 2月、2号店「salt&mushroom」を店主・宮崎千尋が考えるベストのラーメンを提供、1日3時間限定営業で新ブランド「素良」としてリニューアルオープン。
  - 4月、大手食品メーカーのサンヨー食品よりサッポロ一番シリーズカップメン『サッポロ一番 名店の味 ソラノイロ ベジソバ タテビッグ』（ソラノイロ店主、宮﨑千尋監修のもと、ソラノイロのベジソバの麺をイメージしたカップメン）が全国発売[18] される。
  - 11月、4号店「ソラノイロ トンコツ&キノコ」を、東京都中央区京橋にオープン。
- 2017年
  - 2月、LINE NEWSでソラノイロ京橋店の「キノコのベジ白湯ソバ」[19] が取り上げられる。
  - 4月、北海道天塩町とのコラボ商品「至高の天塩しじみ光麺」を発売。
  - 2月、ミスタードーナツとのコラボ商品「ベジ涼風麺」を発売[20]。
  - 9月、ミスタードーナツにおいてソラノイロ監修秋冬バージョン「ミスター飲茶」3商品が発売される[21]。
  - 9月、「ソラノイロ トンコツ&キノコ」（ソラノイロ京橋店・東京都中央区）リニューアル。
  - 11月、宮崎千尋として三軒目のプロデュースとなる「ベジノイロ」を福井県福井市高木に出店[22]。
- 2024年
  - 8月、OICグループがeatopiaホールディングスを通じて株式譲渡契約を締結[23]。

## メニュー
- 中華そば（熊本の地鶏天草大王を使用した醤油味、塩味ラーメン）
- ベジソバ（日本で初めて麺、スープ、具に全て野菜を使用したラーメン）[24]
- ビーガンベジソバ（動物性食材を一切使用していないラーメン）
- 季節の限定麺

4種類で構成され、看板商品は「ベジソバ」「ビーガンベジソバ」である。

## 店舗
- 本店 Japanese soup noodle free style （東京都千代田区平河町）
- ソラノイロ NIPPON（東京駅一番街・東京ラーメンストリート）
- 素良 （東京都千代田区麹町、2017年1月閉店）
- ソラノイロ トンコツ&キノコ（東京都中央区京橋）

## タイアップ商品
- デイリーヤマザキ限定 ソラノイロ監修・グリーンベジ冷し麺 （2012年6月5日、デイリーヤマザキ）
- ソラノイロ×一風堂×麺の坊 砦 赤辛ベジ豚骨カップ麺 （2012年12月、日清食品、セブンイレブン）
- ローソン・ナチュラルローソン関東地域限定ソラノイロ監修ベジソバ[25] （2013年6月11日、ローソン・ナチュラルローソン）
- ソラノイロ中華そば[26][27][28] （2014年11月3日、明星食品）
- サッポロ一番 名店の味 ソラノイロ ベジソバ タテビッグ[18] （2016年4月25日、サンヨー食品）
- 天塩町のシジミ×ソラノイロのカップ麺「至高の天塩しじみ光麺[29] （2017年3月8日、渡辺製麺）
- ミスタードーナツ×ソラノイロ 「ベジ涼風麵」 （2017年4月26日、ミスタードーナツ）
- 麺eiji 南3条店（北海道札幌市）×ソラノイロ「まぜソバ」（2017年9月、麺eiji 南3条店）

## イベント出店
- 第2回ラーメン東西対決『ニッポン全国物産展「お取り寄せラーメン博」』東京カフェ系「ソラノイロ」vs京都豚骨「無鉄砲」[30]（2011年9月12日～18日、大丸京都店）
- 東京ラーメンショー2012に出店「一風堂×麺の坊 砦×ソラノイロ」（2012年10月、駒沢オリンピック公園）
- 熊本県上天草市商工会「四郎魚～ざ技術指導2」[31]（2012年12月、熊本県上天草市商工会）
- 龍旗信×ソラノイロ×石山勇人限定ラーメンイベント スパイスアップグルメセッションVol.1[32]（2013年1月21日）
- 東京ラーメンショー2013に出店。 （2013年11月、駒沢オリンピック公園）
- パリラーメンウェークに出店。（2014年1月、フランス、パリマセオ会場）
- COOKCOOPBOOK主催2014「麹町ソラノイロ店主によるお家でおいしいラーメン定食のススメシリーズ」[33]（東京都千代田区紀尾井町）
  - 第1回 麺作り（2014年4月19日、COOK COOP BOOK STUDIO）
  - 第2回 だしと具（2014年5月17日、COOK COOP BOOK STUDIO）
  - 第3回 餃子づくり（2014年6月21日、COOK COOP BOOK STUDIO）
- 「すだち遍路」スダチを使った料理の食べ歩きイベント[34] （2014年9月6日）
- 東京ラーメンショー2014に出店。 （2014年10月、駒沢オリンピック公園）
- チューリップテレビ主催「おいしい元気 presents 第3回全国グルメ博覧会 全国ラーメン街道」[35][36] に出店。（2014年10月31日～11月3日、富山県富山市・テクノホール）
- 道頓堀らーめんフェスタ2015（大阪府大阪市中央区道頓堀）
- ラーメン女子博 -Ramen girls Festival-[37] （2015年3月7～8日、神奈川県横浜市赤レンガ倉庫）
- ラーメン王「石神秀幸」プロデュースおおいた駅前らーめん博2015[38] （2015年3月18～22日、大分県大分市ホルトホール大分前・大分いこいの道）
- 第17回全国美味逸品味めぐり[39] （2015年4月22～28日、京都府京都市・大丸京都店）
- COOKCOOPBOOK主催麺教室「ソラノイロ」店主による「イチから作る、一杯のラーメン」開催[40]。（2015年9月26日、COOK COOP BOOK STUDIO）
- New Acoustic Camp 2015に出店「ソラノイロンヂ」（2015年9月12日、13日、水上高原リゾート200）
- 水戸のラーメンまつりに出店（2017年11月、茨城県・千波公園）
- ラーメン女子博 in 名古屋2017に出店[41]（2017年10月（1部）、11月（2部）、愛知県名古屋市・矢場公園）

## TV出演
- PON!「PON!PON!ランキング ラーメン評論家石山勇人おすすめ冷やし麺1位ソラノイロ」 （2011年6月28日、日本テレビ）
- サンデージャポン「情報ライブみな実屋」 （2011年9月25日、TBS）
- スーパーJチャンネルきょうナビ「ソラノイロ」[42] （2011年10月6日、テレビ朝日）
- レディス4 女性に人気！ラーメン特集[43] （2011年11月23日、テレビ東京）
- non-no TV （2011年11月26日、BS-TBS）
- ZIP!「ZIP! mag Woman」[44] （2011年11月28日、日本テレビ）
- ラーメンWalkerTV2 （2012年2月29日、フジテレビONE/TWO/NEXT）
- サンデージャポン「サンジャポ西川会 ソラノイロ」[45]（2012年6月3日、TBS）
- お願い!ランキング「ラーメン官僚が選ぶ 最も旬な人気行列店BEST3」[4] （2013年2月18日、テレビ朝日）
- 王様のブランチグルメコーナー「ソラノイロ salt&mushroom」[46] （2014年1月18日、TBS）
- オスカル21「英語オンリーX21 ラーメン]）編～美味しい物を食べながら、楽しく英語を学ぼう！」[47] （2014年2月21日、テレビ朝日）
- お願い!ランキング「放送1000回記念 ソラノイロ salt＆mushroom」[48] （2014年2月18日、テレビ朝日）
- だけど食堂[49] （2014年6月8日、ABC）
- 趣味の園芸「やさいの時間」 （2014年6月16日、NHK Eテレ）
- いっぷく! （2014年12月5日、TBS）
- 新・情報7days ニュースキャスター ニュースワードランキング「ミシュランガイド 庶民の味も仲間入り」 （2014年12月6日、TBS）
- サンデージャポン「今週のサンジャポ的ワイドショー講習 ミシュランガイド東京2015発売 注目はビブグルマン”初登場”ラーメン」[50]（2014年12月7日、TBS）
- TOKYO EYE「東京でラーメンを楽しむ」 （2015年2月7日、NHK BS1）
- PON!「ラーメン好きな女子におすすめのラーメン店」 （2015年2月27日、日本テレビ）
- グッド!モーニング「肉なしでも納得 ヘルシーでしっかり食べた感じのするベジの和えソバ」[51] （2015年3月4日、テレビ朝日）
- ZIP!「増えるラーメン女子」[52] （2015年3月9日、日本テレビ）
- いっぷく!「新しいスタイルで客層の拡大を狙うラーメン店」 （2015年3月16日、TBS）
- グッド!モーニング「サキドリ!トレンド 東京ラーメンストリート」 （2015年6月30日、テレビ朝日）
- ラーメン大好き小泉さん（2015年7月18日、フジテレビ）
- Crossroad「宮﨑千尋／ラーメン職人」（2015年10月10日、テレビ東京）
- 所さんのニッポンの出番!「究極の醤油ラーメンの秘密を探れ！」（2015年10月27日、TBS）
- SmaSTATION!!「男子ランチ VS 女子ランチ」（2015年11月21日、テレビ朝日）
- 嵐にしやがれ「2015年話題のラーメン大集合SP」（2015年11月28日、日本テレビ）
- 中川翔子のマニアアニマル（2016年2月13日、BS日テレ）
- ザ!世界仰天ニュース（2016年10月12日、日本テレビ）
- みんなのニュース（2016年11月24日、フジテレビ）
- Nスタ（2016年11月25日、TBS）
- ニュースモーニングサテライト（2016年11月25日、テレビ東京）
- ZIP!（2016年12月8日、日本テレビ）
- めざましテレビ（2017年1月6日、フジテレビ）
- 王様のブランチ（2017年1月7日、TBS）
- "眠れる食資源を掘り起こせ！" ～道北の小さな町・天塩町の快進撃～[53]（2017年4月～5月、BS12、TOKYO MX、北海道テレビ放送、他）

## 書籍・雑誌
- SENSE (センス) 2011年08月号 （2011年7月8日、株式会社センス）
- 東京ウォーカー9/6号「真打ち登場！隅田川花火＆下町グルメ」[54] （角川マガジンズ）
- 雑誌フライデー10/7号【大つけ麺博】に集う7人の職人が作る至高の味 つけ麺こりゃ旨い!『てっぺんの7杯』[55]（2011年9月23日、講談社）
- 東京ウォーカー10/4号[56] （角川マガジンズ）
- 週刊ダイヤモンド2011年11月26日号[57] （2011年11月26日、ダイヤモンド社）
- ラーメンWalker2012 （2011年11月、角川マガジンズ）
- BRUTUS No.724  「ラーメン、そば、うどん特集」（2012年2月1日、マガジンハウス）
- GINZA (ギンザ) 2012年06月号 （2012年5月12日、マガジンハウス）
- WHAT's IN?（ワッツイン） 7月号 「SUPER☆GiRLS アイドル 成長期!」[58]（2012年6月14日、エムオン・エンタテインメント）
- 週刊プレイボーイ10/22号「超人気店の期間限定「秋ラーメン」2012」[59]（2012年10月8日、集英社）
- ラーメンウォーカームック ラーメンウォーカー東京23区ハンディ版 （2012年10月18日、角川マガジンズ、ISBN 978-4047219939）
- SPRING特別編集かわいい東京女子ガイド2013/2014「ラーメン評論家石神秀幸さんが推す!無性に行きたくなる極ウマ★ラーメン店TOP10」 （2013年3月28日、宝島社、ISBN 978-4800209504）
- ぴあラーメン本 「2014―首都圏版 東京のラーメン掲載数No.1最強!新店200軒総ざらい!」 （2013年9月26日、ぴあMOOK、ISBN 978-4835622453）
- 講談社（1週間MOOK）「業界最高権威 TRY認定 第14回ラーメン大賞 2013-14」 （2013年11月28日、講談社、ISBN 978-4063486568）
- ラーメンWalker東京23区2015 （2014年10月3日、 KADOKAWA/角川マガジンズ、ISBN 978-4047314658）
- 講談社（1週間MOOK）「業界最高権威 TRY認定 第15回 ラーメン大賞 2014-2015」15周年記念号 （2014年11月28日、講談社、ISBN 978-4063486667）
- ミシュランガイド東京2015 （2014年12月4日、日本ミシュランタイヤ株式会社、ISBN 978-4-904337-10-3）
- dancyu(ダンチュウ) 2015年01月号 （2014年12月6日、プレジデント社）
- MEN'S NON-NO 「2014ヒットグルメ総覧」2015年01月号 （2014年12月10日、集英社）
- まんぷくコミックエッセイ 厳選しすぎラーメンin東京、著作・広野小生/石山勇人[60]（2014年12月19日、KADOKAWA/メディアファクトリー、ISBN 978-4040671987）
- Hanako 「ラーメンも好き！」2015年 2月26日号 No.1081 （2015年2月12日、マガジンハウス）
- 東京ウォーカー「有名人100人に聞いた「一番おいしいと思うラーメン店」（2015年2月17日、KADOKAWA）
- 作る人のためのベジタリアン・パーフェクト・ブック 著作・庄司いずみ（2015年2月27日、講談社）
- SKYWARD3月号 （2015年3月1日、JALブランドコミュニケーション）
- 東京ジモト飯 (ウォーカームック) （2015年3月26日、KADOKAWA）
- たべあるキングが選んだ! 東京トレンドグルメ 2015 (JTBのムック) （2015年3月28日、JTBパブリッシング）
- 最強アメリカ・ラーメン男 東京 極ウマ50店を食べる[61] 著作・ブライアン・マクダクストン （2015年4月15日、K&Bパブリッシャーズ ）
- OCEANS 9月号（2015年7月24日、ライトハウスメディア）
- Discover Japan 2015年09月号 特集：麺天国ニッポン！（2015年8月6日、エイ出版社）
- ぴあラーメン本2016首都圏版 (ぴあMOOK) （2015年9月2日、ぴあMOOK、ISBN 978-4835625270）
- 講談社（1週間MOOK）「業界最高権威 TRY認定 第16回ラーメン大賞 2015-2016」 （2015年10月28日、講談社、ISBN 978-4063486698）
- ラーメンウォーカームック ラーメンWalker東京23区 2016（2015年10月8日、KADOKAWA/角川マガジンズ、ISBN 978-4048947237）
- OCEANS 1月号 （2015年11月24日、ライトハウスメディア）
- 東京カレンダー4月号「女子ラーメン」ブームの火付け役5店（2016年2月20日、東京カレンダー）
- Discover Japan 特別編集 ベスト・オブ・麺（2016年3月16日、エイ出版社、ISBN 978-4777940004）
- ラーメン LOVERS （2016年3月25日、エイ出版社、ISBN 978-4777940004）
- MEN'S NON-NO5月号（2016年4月9日、集英社）
- veggy vol.46「野菜がおいしい! レストラン&カフェ案内特集」（2016年5月10日、キラジェンヌ）
- STORY (雑誌) 7月号（2016年6月1日、光文社）
- まめたび東京（2016年6月27日、JTBパブリッシング）
- ラーメンをつくる人 東京（2016年7月6日、エイチエス、ISBN 978-4903707709）
- MEN'S NON-NO 9月号（2016年8月9日、集英社）
- POPEYE 12月号 （2016年11月10日、マガジンハウス）
- OZmagazine 12月号（2016年11月11日、スターツ出版）
- ラーメンウォーカームック ラーメンWalker東京23区 2017（2016年10月7日、KADOKAWA/角川マガジンズ、ISBN 978-4048956536）
- 講談社（1週間MOOK）「業界最高権威 TRY認定 第17回ラーメン大賞 2016-2017」 （2016年10月26日、講談社、ISBN 978-4063486803）
- 東京ウォーカー 28年12月・29年1月合併号 （2016年11月19日、KADOKAWA/角川マガジンズ）
- ミシュランガイド 2017（2016年12月2日、ミシュラン）
- アサヒ芸能12/15特大号「ほっこりラーメン」厳選6（2016年12月6日、徳間書店）
- dancyu(ダンチュウ) 2017年01月号 （2016年12月6日、プレジデント社）
- 東京カレンダー1月号「本年、もっとも驚きと感動を与えたレストランはどこだ？」（2016年11月21日、東京カレンダー）
- STORY (雑誌) 2月号（2016年12月28日、光文社）

## WEB
- オトナの生活「麺」凜華せら「ソラノイロ」 （2011年7月6日、講談社現代ビジネスWEB）
- 年越しラーメン （2012年12月22日、東京スポーツ新聞WEB）
- 10月は「まめプラス月間」ソラノイロ、豆乳ラーメン提供 （2014年10月17日、日本食糧新聞）
- まめまめ探検隊「大人気ラーメン店「ソラノイロ」を訪問！濃厚坦々 麹町 女子 野菜 野良猫 」 （2014年10月28日、まめまめ探検隊 まめプラスWEB）
- 庄司いずみ/野菜の話、ときどきベジレシピ 第17回【東京ベジタリアンラーメン事情】 （2014年11月4日、集英社Our Age）
- ビューティーフード研究家・室谷真由美「Mayu Cafe」「Veganラーメン日本一‼ ソラノイロ2号店vol.966」 （2014年12月14日、室谷真由美オフィシャル「Mayu Cafe」）
- 麹町★限定!!ラーメン【ソラノイロ】 （2014年12月30日、フードアナリスト吉川あい【肉食日記】）
- ★ベジカフェ大好き★マクロビマウスの★日本ベジカフェガイド
  - お知らせ★ ソラノイロにビーガンラーメン登場です！ - ウェイバックマシン（2015年2月22日アーカイブ分）
  - ◎ソラノイロ２号店 麹町駅 ～ベジカフェ紹介 1231店目～ - ウェイバックマシン（2015年2月22日アーカイブ分）
- OZmall オズモール「ミシュランガイド調査員おすすめのラーメン店とは!? 女子におすすめの3軒をレポート」 （2015年2月14日、OZmall オズモール）
- 東京ベストラーメン2014 ラーメン150軒「53万人のユーザーに選ばれた究極のラーメン150軒」 （2015年2月15日、食べログ）
- 乃木坂46の橋本奈々未イチ押し！Japanese soup noodle free style ソラノイロの「特製ベジソバ」（2015年2月17日、KADOKAWA）
- 食通の厳選グルメキュレーションマガジン「メシコレ」「【麹町】３号店開店間近！「ソラノイロ」２店舗の魅力を再確認」 （2015年2月17日、mecicolle）
- RETRIP「ミシュランに選ばれたラーメン！東京『ソラノイロ』の絶品"ビーガンベジソバ"とは」 （2015年3月25日、RETRIP）
- 日経TRENDY NET「東京駅にミシュラン掲載ラーメン店！ “究極のベジソバ”とは？」 （2015年6月24日、日経トレンディ）
- この夏、絶対食うべき冷やしラーメン 5選（2015年8月7日、EYESCREAM）
- 【都内】女性ひとりでも入りやすい！オススメのラーメン店８選（2015年8月27日、OVO）
- 本谷亜紀監修「おひとりさまでも大丈夫！「ラーメン女子」が選ぶヘルシーラーメン５選」（2015年10月28日、Peachy、Livedoor ニュース）
- 麹町のジュース専門店と人気ラーメン店がコラボ　NYで人気のブロスを販売　／東京（2016年2月19日、みんなの経済新聞ネットワーク）
- ビーガン担々麺を劇的に美味しくするカスタマイズ大公開！@ソラノイロNIPPON（2016年2月24日、ベジップルズ）
- 健康志向ラーメン最前線 ～ラーメン戦線に変化あり!?～野菜はラーメンで食べる!? 従来の概念を覆すベジソバで女性客が最大8割に!第2回ソラノイロ（東京・麹町）（2016年3月11日、日本経済新聞社Goody）
- 絶品ピリ辛担々麺も！ 暑い季節に食べたくなる冷やし麺が旨い店6選（2016年7月17日、東京カレンダー）
- 東京のビーガンレストラン5選（2016年7月、HereNow Tokyo）
- 東京のベジタリアン・ヴィーガン対応、おすすめレストラン5選（2016年8月4日、HereNow Tokyo）
- 「京橋エドグラン」東京駅東エリアに新複合施設が開業 - トシ・ヨロイヅカの旗艦店も（2016年11月24日、FASHIOＮ PRESS）
- こんなの初めて…。この冬“ベジソバ”で有名な「ソラノイロ」で新感覚ラーメンに恋をする（2016年11月25日、旅色+）
- ダイエット中でもラーメンを諦めたくない！ 史上最高にヘルシーなラーメン「ビーガンベジソバ」で野菜不足もついでに解消！（2017年1月26日、FYTTE）
- The Best Gluten-Free Restaurants in Tokyo「Japan / Restaurants」（2017年5月30日、Culture Trip）
- 日刊SPA!「人気ラーメン店が“ベジらーめん”を開発する深い事情　九州じゃんがら、ソラノイロ…」（2017年9月20日、扶桑社）

## 関連人物
- 宮﨑千尋
- しずる・村上純